# Avro 548
Dimensions
L'Avro 548 est la version civile du 504, son vol initial eut lieu en octobre 1919. Le moteur rotatif du 504 est remplacé par un moteur en ligne. La production s'arrêta en 1924 avec au total 7 appareil produits,.